# Kościół Matki Bożej Różańcowej i św. Małgorzaty w Smardzowicach
Kościół Matki Bożej Różańcowej i św. Małgorzaty w Smardzowicach – zabytkowy rzymskokatolicki kościół położony w Smardzowicach, w gminie Skała, w powiecie krakowskim, w województwie małopolskim.
Kościół, cmentarz przykościelny, ogrodzenie z bramą, plebania oraz ogród plebański zostały wpisane do rejestru zabytków nieruchomych województwa małopolskiego.

## Historia
Pierwszy kościół drewniany spłonął w 1570 roku. W 1571 roku Jan Cianowski, herbu Prus, właściciel Cianowic, ufundował modrzewiową, trójnawową świątynię zbudowaną w systemie więźbowo-zaskrzynieniowym. W okresie baroku dobudowano sygnaturkę, wieżę po zachodniej stronie oraz soboty.
Bp Kunicki, w protokole wizytacyjnym z 1727 roku, wymienił pięć ołtarzy: główny ku czci Wniebowzięcia NMP, po stronie epistoły św. Józefa i św. Anny, a po stronie Ewangelii św. Małgorzaty i Matki Bożej. W latach 1731–1748 przeprowadzono gruntowny remont kościoła. W 1938 roku obiekt rozebrano i przeniesiono do parafii Mostek, w gminie Gołcza.
Obecny murowany budowano w latach 1907–1918. Całkowite zakończenie prac nastąpiło w roku 1922, a wieżę dokończono w 1940. Do nowego kościoła przeniesiony został łaskami słynący obraz Matki Bożej z Dzieciątkiem. Obraz ten w uroczysty sposób został koronowany w 1972 r. przez Prymasa Polski kard. Stefana Wyszyńskiego.
Dekretem Prymasa kard. Józefa Glempa z 24 września 1982 r. główną patronką parafii jest Matka Boża Różańcowa z racji sanktuarium maryjnego. Drugorzędną patronką jest św. Małgorzata.
1 kwietnia 1984 r. świątynia została konsekrowana przez ówczesnego bpa Stanisława Szymeckiego.

## Architektura
Kościół zbudowano na planie trójnawowej bazyliki z transeptem i prostokątnym, trójbocznie zamkniętym prezbiterium oraz czworoboczną wieżą w fasadzie wejściowej od wschodu. Projektantem neogotyckiej – murowanej z kamienia wapiennego z elementami cegły – świątyni był prawdopodobnie architekt powiatowy Klajberg. Po obydwu stronach do prezbiterium dobudowano małe pomieszczenia, które pełnią rolę zakrystii. W latach 1975–2006 kościół został odnowiony i pomalowany. W 1959 roku zbudowano nowy wielki ołtarz z kamienia, a w jego nastawie umieszczono obraz Matki Bożej Smardzowickiej.

## Wystrój i wyposażenie
- Obraz Matki Bożej z Dzieciątkiem;
- Obraz św. Katarzyny późnogotycki z 1524 roku;[7]
- Paramenty haftowane i aplikowane z XVII i XVIII wieku;
- Dzwon z 1772, odlał go ludwisarz Jerzy Ignacy Maderhoffer z Opawy[3].

## Otoczenie
Obok kościoła znajduje się zabytkowa plebania z 1920 roku.

## Galeria

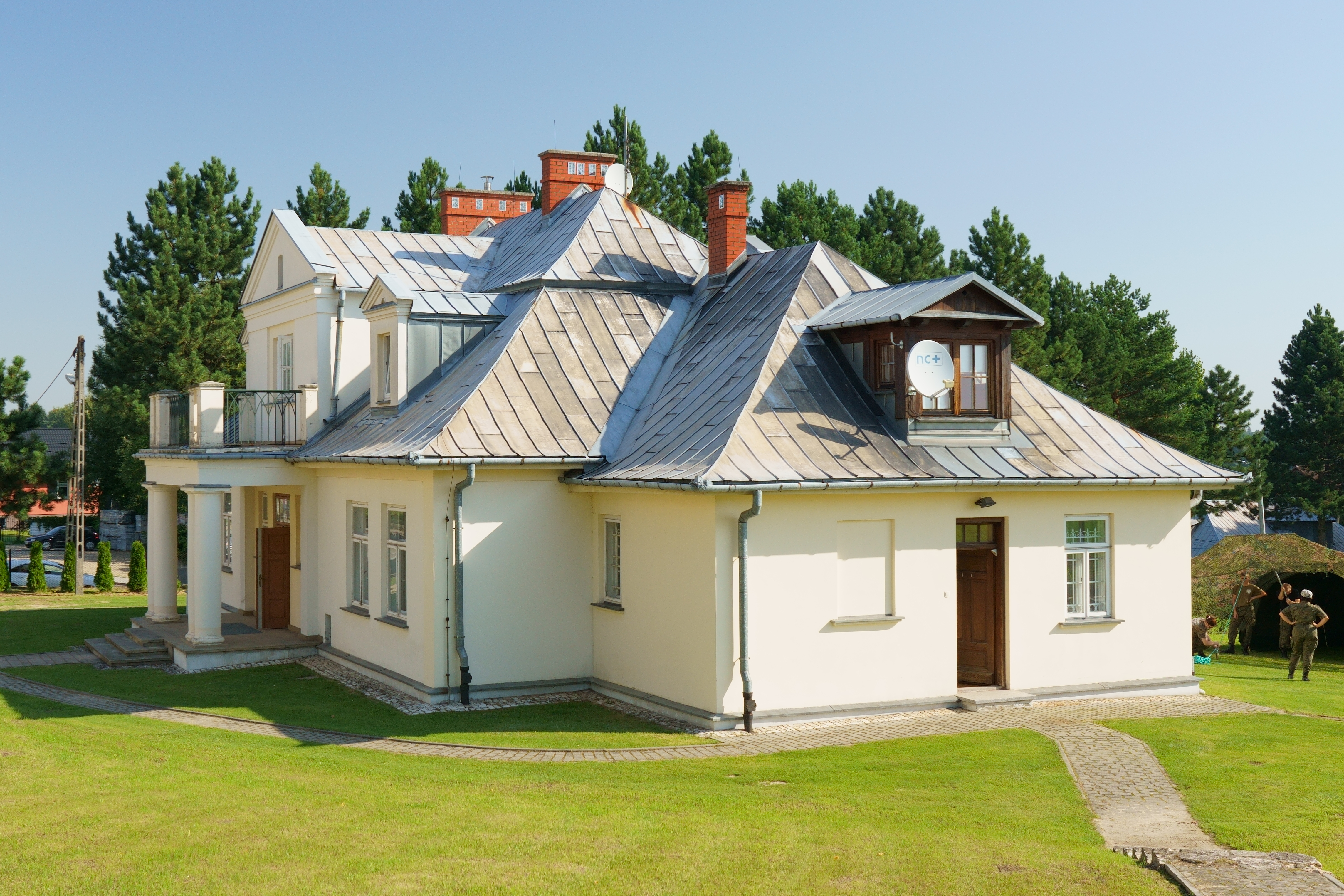
Plebania z 1920 roku
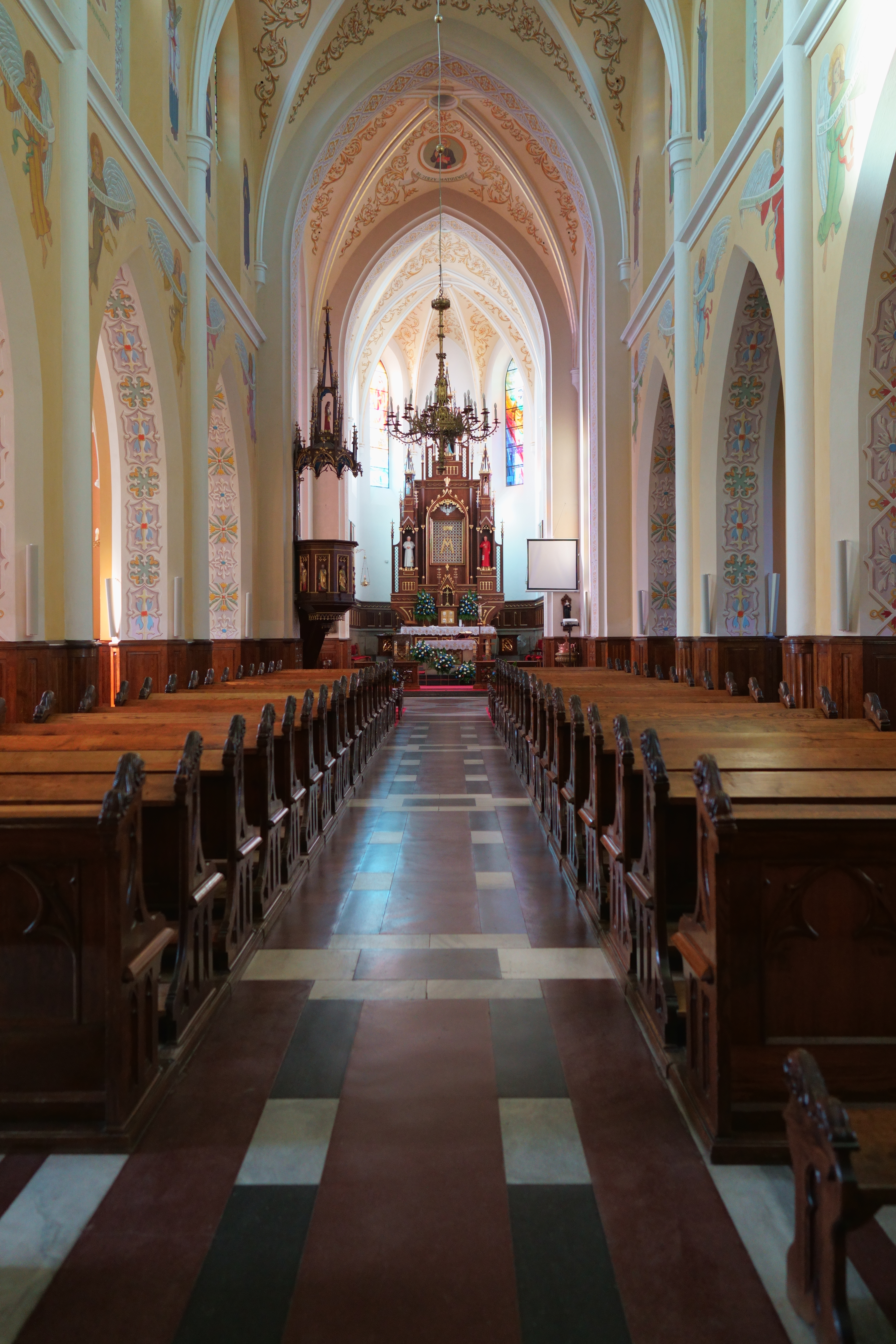
Wnętrze
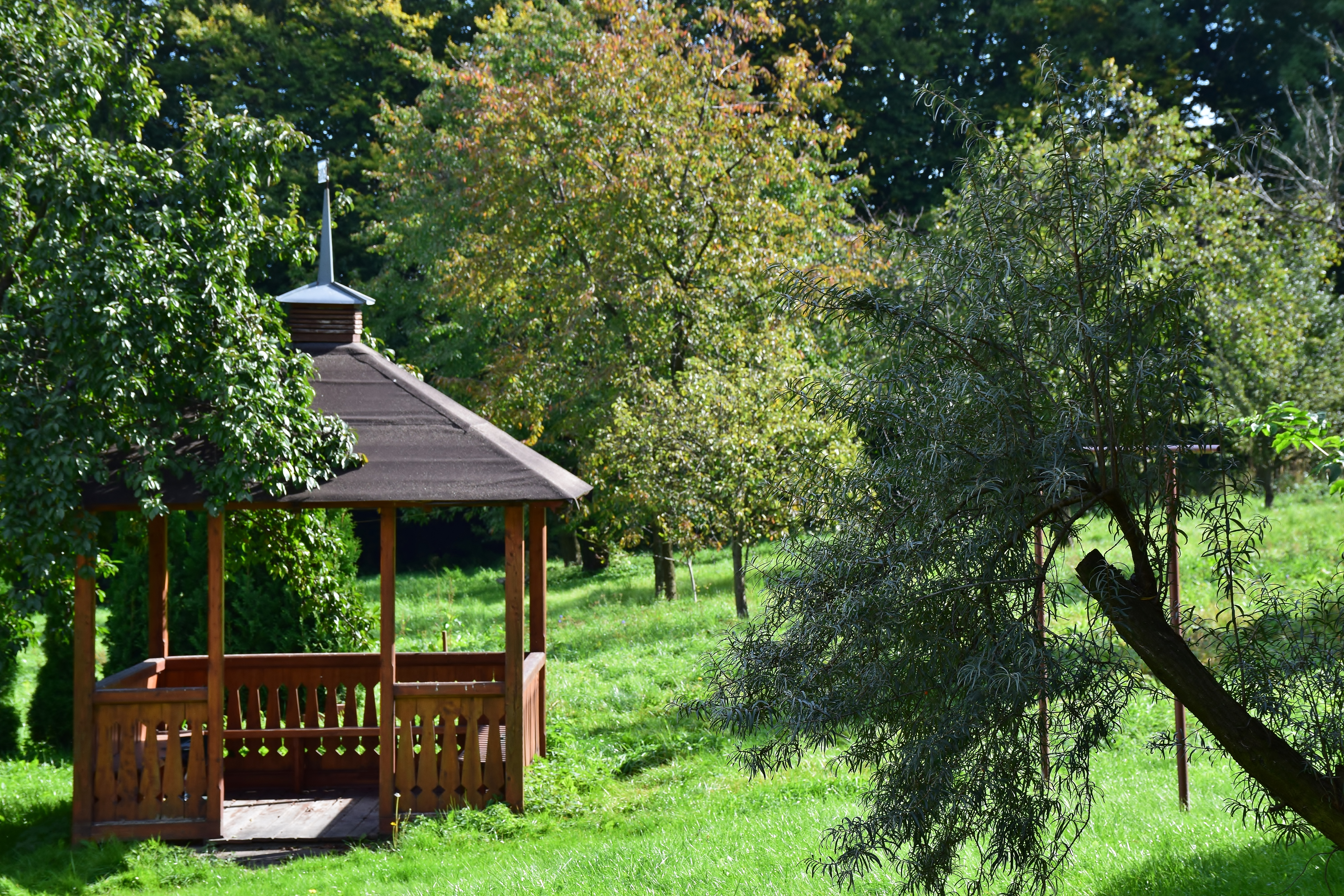
Ogród plebański
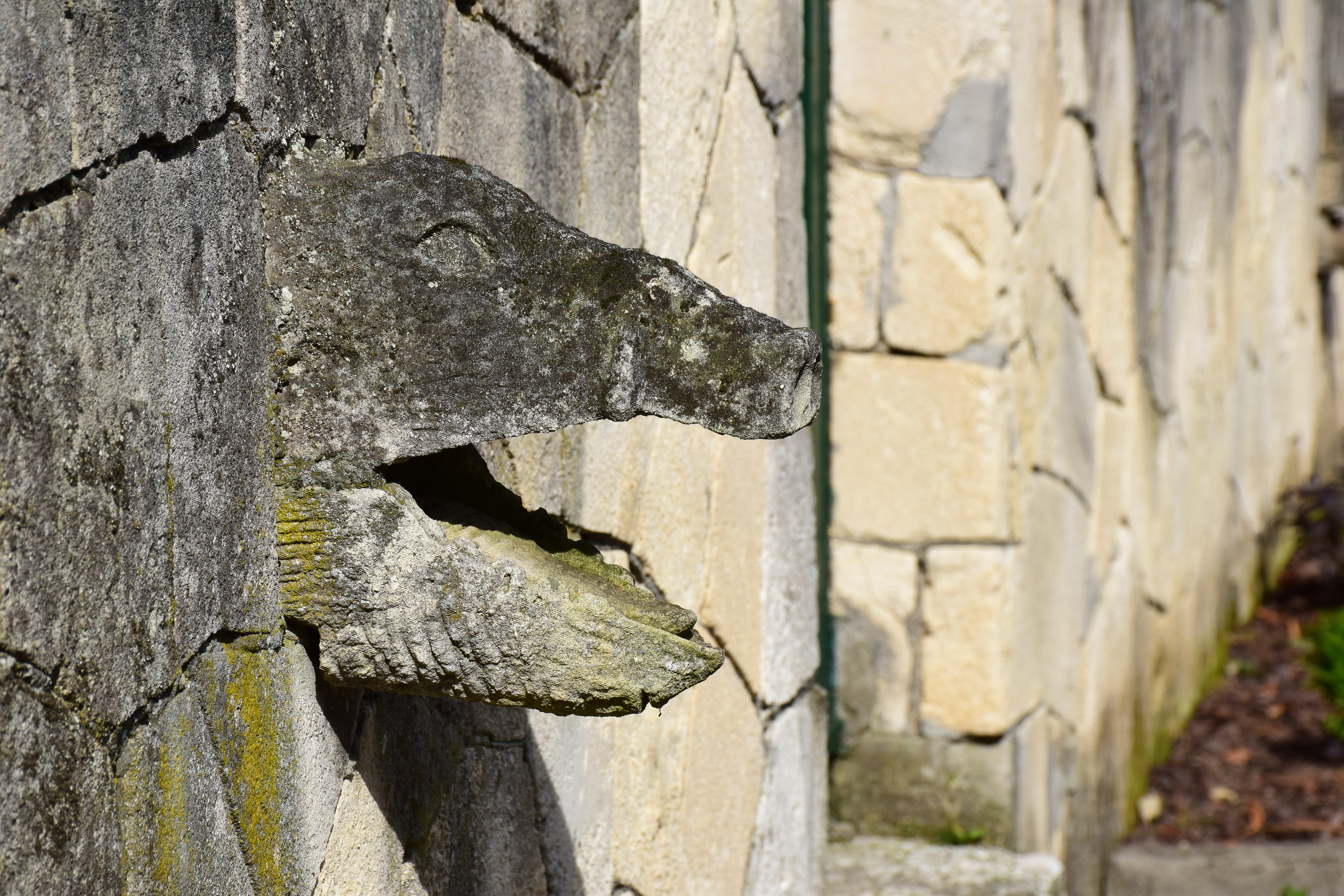
Detal w ogrodzeniu